# Monte Circeo
El monte Circeo es una montaña costera italiana que se levanta en el sur del Lacio y que culmina a 541 metros sobre el nivel del mar formando el promontorio homónimo.
Junto con el promontorio de Gaeta, el cabo Miseno, la isla de Isquia y las islas Pontinas delimita las aguas del golfo de Gaeta.
- Datos: Q2530284
- Multimedia: Circeo / Q2530284